# The Eclipse：破咒之日
《The Eclipse：破咒之日》，為泰國GMM 25與Viu於2022年8月12日起播出的奇幻愛情電視劇。由卡納潘·佩澤坤（First）及塔納瓦·拉達納奇派山（Khaotung）主演。
此劇由GMMTV製作，並在2021年12月GMMTV的「BORDERLESS」新戲發佈會上公開先導預告片。其後，此劇於2022年8月在GMM 25電視台及Viu首播，同年10月終映。

## 劇情簡介
Suppalo學校是國家領先的男子中學，紀律嚴明。有傳言說，違反校規的學生會受到詛咒，而且隨著日食的臨近，詛咒會變得更加嚴重。
有規則，自然有人想打破規則。一群自稱「世界記憶」的學生聯合起來，挑戰學校的權威。Akk（First 飾演）為學校的領袖生，注意到Ayan（Khaotung 飾演）的行為非常古怪，經常挑戰學校的規範。Ayan就讀Suppalo學校，主要想尋找舅舅自殺的原因及導致其自殺的人。當Ayan發現Akk經常注視自己，他總是惹怒Akk，不知不覺中，兩人變得親密起來……

## 演員陣容
註：括號內的演員姓名為小名。

### 主要人物
- 卡納潘·佩澤坤（First）飾演 Akk
- 塔納瓦·拉達納奇派山（Khaotung）飾演 Ayan

### 其他人物
- 塔納文·提拉珀蘇卡恩（Louis）飾演 Thuaphu / Thua
- 柴·尼姆塔瓦特（Neo）飾演 Khanlong / Khan
- 查亞彭·朱塔瑪斯（AJ）飾演 Wasuwat / Wat
- 帕文·庫卡拉尼亞維奇（Win）飾演 Namo
- 帕查彤·塔娜瓦（Ployphach）飾演 Sani
- Vacharakiat Boonphakdee（Yai）飾演 Chadok
- 茵地拉·泽伦布拉（英语：Intira Charoenpura）（Sine）飾演 Waree
- Chavitpong Pusomjitsakul（Pak）飾演 Jamnan
- 維薩魯特·蘇維尼吉特（Tee）飾演 Jamnong

## 劇集原聲帶
| 歌名                  | 歌手                | 來源  |
| --------------------- | ------------------- | ----- |
| คลาด（OVER THE MOON） | 塔納瓦·拉達納奇派山 | [ 5 ] |

## 劇集迴響

### 泰國電視收視
- 收視最低的集數以藍色表示，收視最高的集數以紅色表示，而空格則表示該集的收視沒有相關數據。

| 集數 No.   | 播放日期       | 播放時段 (UTC+07:00) | 平均收視率 | 來源  |
| ---------- | -------------- | -------------------- | ---------- | ----- |
| 製作特輯   | 2022年8月5日   | 星期五 20:30         | 0.025      | [ 6 ] |
| 1          | 2022年8月12日  | 星期五 20:30         | 0.051      | [ 7 ] |
| 2          | 2022年8月19日  | 星期五 20:30         | 0.040      | [ 8 ] |
| 3          | 2022年8月26日  | 星期五 20:30         | 0.1        |       |
| 4          | 2022年9月2日   | 星期五 20:30         | 0.1        |       |
| 5          | 2022年9月9日   | 星期五 20:30         | 0.0        |       |
| 6          | 2022年9月16日  | 星期五 20:30         | 0.1        |       |
| 7          | 2022年9月23日  | 星期五 20:30         | 0.1        |       |
| 8          | 2022年9月30日  | 星期五 20:30         | 0.1        |       |
| 9          | 2022年10月7日  | 星期五 20:30         | 0.1        |       |
| 10         | 2022年10月14日 | 星期五 20:30         | 0.1        |       |
| 11         | 2022年10月21日 | 星期五 20:30         | 0.1        |       |
| 12         | 2022年10月28日 | 星期五 20:30         | 0.1        |       |
| 平均收視率 | 平均收視率     | 平均收視率           | 0.1        | 1     |

^1  基於每集的平均觀眾份額。

## 外部連結
- GMM25 官方網站 （页面存档备份，存于）（泰文）
- GMMTV 官方網站（泰文）
- YouTube上的《The Eclipse：破咒之日》播放列表
- MyDramaList 劇集介紹及劇評 （页面存档备份，存于）（英文）
- 豆瓣电影上《The Eclipse：破咒之日》的資料 （简体中文）